# Torneo Tirreno Power 2012
Il Torneo Tirreno Power 2012 è stato un torneo di tennis facente parte della categoria ITF Women's Circuit nell'ambito dell'ITF Women's Circuit 2012. Il torneo si è giocato a Civitavecchia in Italia dal 16 al 23 aprile 2012 su campi in terra rossa e aveva un montepremi di $25,000.

## Vincitori

### Singolare
María-Teresa Torró-Flor ha battuto in finale  Julija Bejhel'zymer con il punteggio di 3–6, 7–5, 6–2

### Doppio
Elena Bogdan /  Ioana Raluca Olaru hanno battuto in finale  Claudia Giovine /  Marina Šamajko con il punteggio di 6–3, 7–5